# Transfobia

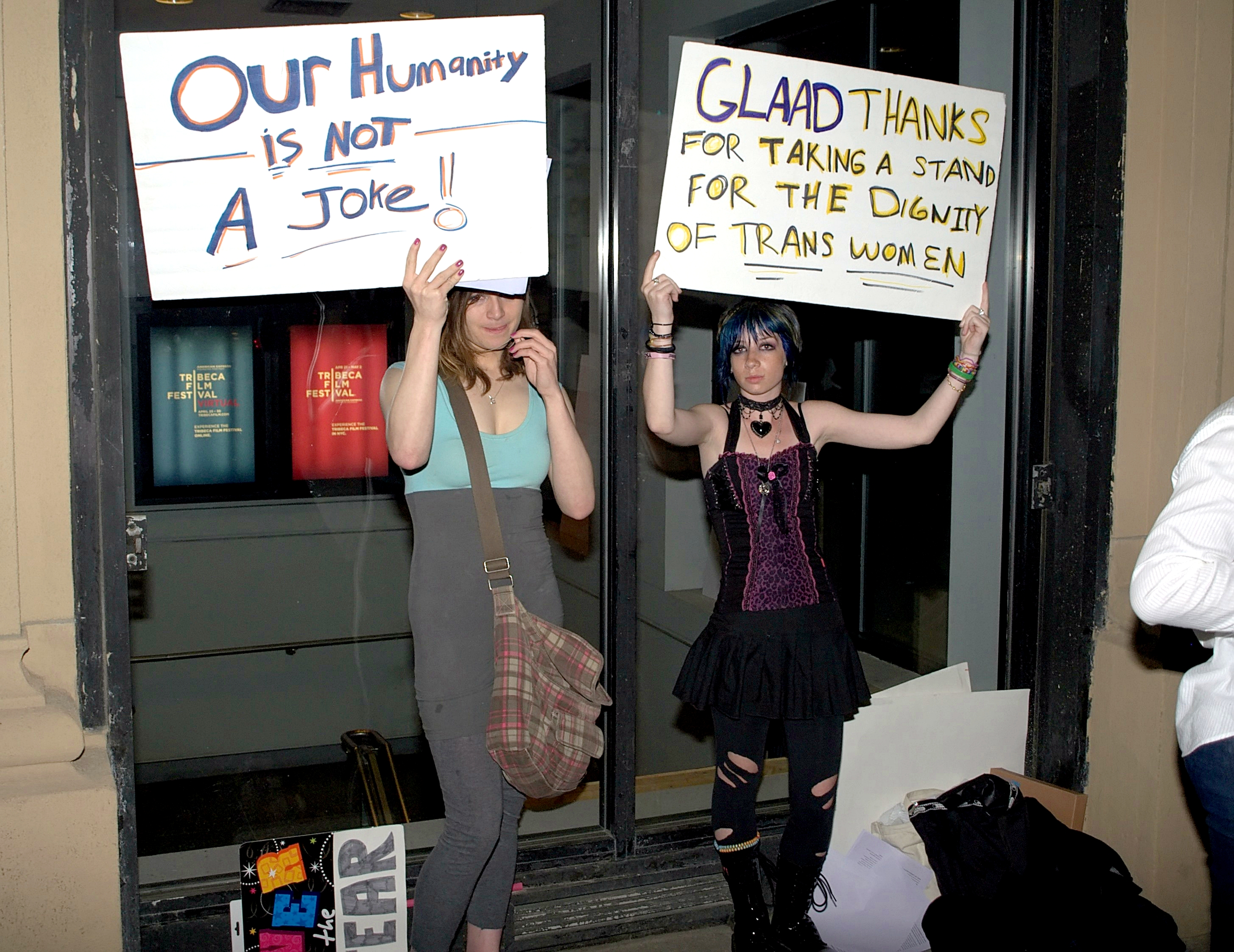
Due attiviste manifestano al Tribeca Film Festival del 2010 contro il film Ticked Off Trannies with Knives, che conteneva elementi di transfobia

Transfobia è il termine utilizzato per descrivere i pregiudizi, le stigmatizzazioni sociali e le discriminazioni nei confronti delle persone transgender e transessuali o della transessualità in generale. La transfobia può includere paura, avversione e odio irrazionali, provati o espressi nei confronti di persone che non si conformano alle aspettative sociali di genere e può portare a comportamenti discriminanti nella società o nel lavoro, negazione di diritti, come il diritto di asilo, fino a manifestazioni di aggressività violenta e violenza sessuale.

## Etimologia e uso
Il termine transfobia è una formazione neoclassica composta dal prefisso trans-, derivato da transgender, e -fobia dal greco: φόβος, phóbos, "paura". Insieme alla lesbofobia, alla bifobia, all'omofobia fa parte della famiglia dei termini usati quando l'intolleranza e la discriminazione sono dirette verso le persone LGBT.
Le parole transphobia e transphobic sono state aggiunte all'Oxford English Dictionary nel 2013, insieme a transperson, transman, transwoman.

## Teorie sulle origini
Julia Serano, autrice e teorica del transfemminismo, sostiene nel suo libro Whipping Girl che la transfobia è un concetto radicato nel sessismo e individua le origini della transfobia e dell'omofobia in quello che lei chiama "il sessismo di opposizione", la convinzione cioè che maschi e femmine siano "categorie rigide, reciprocamente esclusive, ognuna dotata di un insieme unico e non sovrapponibile di attributi, attitudini, abilità e desideri", convinzione che viene messa in discussione dalle persone transgender o da coloro che non si conformano a questa concezione binaria dei generi. Serano scrive inoltre che la transfobia è ulteriormente alimentata dalle insicurezze che le persone hanno riguardo ai generi e alle norme di genere.
Jody Norton, docente di lingua inglese e women's studies all'Università della California, ritiene che la transfobia sia un'estensione dell'omofobia e della misoginia. Sostiene che le persone transgender, come i gay e le lesbiche, siano odiate e temute perché sfidano e minano le norme di genere e il binarismo di genere. Norton scrive che la donna transgender "suscita la transfobia attraverso la sua sfida implicita alla divisione binaria del genere da cui dipende l'egemonia culturale e politica maschile".

## Relazione con la transmisoginia
Sebbene la transfobia possa colpire tutte le persone transgender, a causa del loro infrangere le norme di genere, sembra concentrarsi maggiormente sulle donne transgender, o trans-feminine, rispetto agli uomini transgender. Questa forma di transfobia, che si rivolge contro la direzione specifica della transizione verso la femminilità, sembra quindi legata alla misoginia e viene definita transmisoginia.

## Conseguenze
La transfobia, che sia intenzionale o meno, crea stress significativi nelle persone che la subiscono, con conseguenze emotive negative che possono portare ad una bassa autostima, alienazione e senso di inadeguatezza. A causa del modo in cui vengono viste dalla società, e a volte anche dalle famiglie, si ritiene che per le persone transgender sia frequente l'abbandono della scuola o della casa familiare e l'abuso di sostanze, e che i tassi di suicidio siano più elevati rispetto a quelli nelle persone cisgender.